# Zachariah Shuster
Zachariah Shuster (* 15. Dezember 1902 in Polen; † 15. Februar 1986 in New York) war ein polnisch-amerikanischer Verbandsfunktionär und langjähriger Leiter der europäischen Sektion des American Jewish Committee (AJC).

## Leben
Shuster war 1920 für kurze Zeit Student an der Jeschiwa in Slobodka, einer Vorstadt von Kaunas in Litauen. Dort lernte er die Maskil kennen und erhielt auch säkularen Unterricht.
1927 immigrierte er in die USA. Er wurde Journalist und begann während des Zweiten Weltkrieges für das AJC zu arbeiten. 1945 war er Mitglied einer Delegation bei der Gründung der Vereinten Nationen in San Francisco.
Von 1948 bis 1974 führte er von Paris aus den europäischen Zweig des AJC. Er war Leiter von Programmen zum Wiederaufbau und für die Sicherheit jüdischer Gemeinschaften in Europa und Nordafrika. Unter anderem repräsentierte er das AJC 1962 auf dem Zweiten Vatikanischen Konzil. Shuster unterhielt einen Briefwechsel mit dem Soziologen und Philosophen Max Horkheimer, der in der Gesamtausgabe von Horkheimers Werken veröffentlicht worden ist.
Ab 1974 setzte Shuster seine Tätigkeit für das AJC als Berater fort. Auch nach seiner Rückkehr in die USA 1981 blieb er Fachmann der Organisation für europäische Angelegenheiten und die Beziehungen mit dem Vatikan und Weltkirchenrat.
Er starb im Alter von 83 Jahren und hinterließ einen Sohn und vier Enkelkinder.

## Publikationen
- The passion of a people: Anno MCMXLII, 1943
- Christians and Jews, mit Barbara Ward, Agnew Press for the Observer Limited, 1963
- Conversations with recent emigres from Poland Memorandum des American Jewish Committee, Institute of Human Relations, 1968